# Androstene di Taso
Androstene di Taso (in greco: Ἀνδρόσθενης ο Θάσιος, Androsthenes; fl. IV secolo a.C.) è stato un esploratore e ammiraglio macedone antico del IV secolo a.C.
Androstene figlio di Callistrato, originario di Taso visse ad Anfipoli. Fu uno dei navarchi di Alessandro Magno.

## Biografia
Partecipò all'esplorazione guidate da Nearco nel 324-323 a.C. sulle coste del Golfo Persico. Dal viaggio riportò preziose informazioni sulla flora e la fauna. Tra le sue opere postume fu Sulla costa indiana, il racconto della storia e la geografia dei luoghi che avevano esplorato. I pochi frammenti sopravvissuti li ritroviamo in Teofrasto nella Storia delle Piante, Ateneo di Naucrati in Deipnosophistai, Arriano, Eratostene di Cirene e Strabone.
| Controllo di autorità | VIAF (EN) 15159416 · ISNI (EN) 0000 0000 0474 7866 · CERL cnp00283369 · GND (DE) 102379580 |